# Matija Ljujić
Matija Ljujić (szerbül: Матија Љујић; Prijepolje, 1993. október 28. –) szerb labdarúgó, jelenleg az Újpest játékosa, középpályás.

## Pályafutása

### Klubcsapatokban
Az FK Partizan akadémiáján nevelkedett. A 2015–16-os szezonban a FK Rad csapatában játszott a szerb szuperligában. 2016. június 15-én a litván bajnok Žalgirishoz szerződött.
2018. január 9-én a Wellington Phoenixhez igazolt, a 2017–18-as szezon végéig játszott itt.  Első gólját a klubban a Western Sydney Wanderers elleni hazai mérkőzésen szerezte. 2018. június 1-jén hároméves szerződést kötött a Belenensessel. 2019. szeptember 18-án az izraeli Jehúdá Tel-Avivhoz igazolt. 2021. július 20-án csatlakozott a K League 1-ben szereplő Gangwon FC-hez. 2022. január 26-től az izraeli Premier League-ban játszó, a Hapóél Haifa játékosa lett.

### Újpest
2022. július 22-től a magyar élvonalbeli Újpesthez szerződött. A tavaszi szezonban kölcsönben a Sabail FK-t erősítette. A 2023–24-es szezon első lila-fehér gólját a Fehérvár ellen szerezte az első fordulóban. A második fordulóban a Puskás AFC ellen mesterhármast ért el, ez 1 pontot ért a csapatának.
2024. március 31-én a Paks ellen 2–1-re megnyert idegenbeli mérkőzésen két gólt szerzett. A 2023–24-es szezonban 10 góllal házi gólkirály lett. A következő szezonban szintén gólkirály lett 9 találattal, Fran Brodiccsal közösen.

## Sikerei, díjai
FK Žalgiris
- Litván bajnok: 2016
- Litván szuperkupa győztes: 2017

## Fordítás
- Ez a szócikk részben vagy egészben  a   Matija Ljujić című angol Wikipédia-szócikk ezen változatának fordításán alapul.  Az eredeti cikk szerkesztőit annak laptörténete sorolja fel. Ez a jelzés csupán a megfogalmazás eredetét és a szerzői jogokat jelzi, nem szolgál a cikkben szereplő információk forrásmegjelöléseként.